# Психология кино
Психология кино - это область исследований, изучающая различные взаимосвязи киноискусства и психологии. 

В психологии фильмы используются как дидактический материал в образовательном процессе, как стимульный материал в исследованиях психологических особенностей зрителя и в психологическом консультировании.
Киноискусство - это результат эволюции всех выразительных средств, которые используются в традиционных и использующих технические средства художественных системах. Кино оказывает наиболее сильное воздействие на зрителя. В первую очередь, это обусловлено природой человеческой психики. Большую часть информации из окружающего мира человек получает через зрительный и слуховой анализаторы.
Сила воздействия кинематографического образа - в воздействии на весь комплекс человеческой воспримчивостиВиталий Николаевич Ждан
Кино не сводится к динамичным картинам в сочетании со звуковой дорожкой. Кинематограф открыт принципиальным новшествам: технологии 3D-изображения, тактильные воздействия, подвижные кресла, имитация запахов. 

Кино более точно воспроизводит естественное восприятие человеком мира, то есть имитирует жизнь более полно, чем другие виды искусства.
“кино … нам кажется по своей специфике воспроизводящим явления по всем признакам того метода, каковым происходит отражение действительности в движении психического процесса.Сергей Михайлович Эйзенштейн
Кино способно заставить человека переживать, видеть и чувствовать так, как это делают его герои. Оно создает переживание непосредственного контакта с реальностью, включенности субъекта в реальность. Кино использует динамичные движущиеся точки и масштабы зрения, выразительные средства кино  основываются на постоянном движении камеры, которая непрерывно показывает что-то новое под разными углами съемки. Это - один из существенных факторов возникновения эффекта субъективной включенности зрителя в события на экране. Оно заключает в рамку экрана отдельные элементы реальности, акцентируя на них внимание, придавая им определенное художественное и смысловое значение. Особое экранное пространство привлекает зрителя, язык, на котором говорит кино близок языку сна: "из чего угодно можно создать что угодно...это логика сновидения" (А. Якимович, 1993).

Кино воспроизводит не только события и объекты, но и формы их психического отражения: перцептивная деятельность зрителя, сосредоточение внимания, работа мышления. Оно действует по законам механизмов психики. Кино может имитировать эмоциональные состояния и волевые усилия зрителя. Отображаемая в кино реальность дает возможность зрителю уловить определенное неявное чувственное и смысловое содержание. Художественное произведение стимулирует у зрителя внутреннюю работу, трансформацию его состояния. Восприятие фильма наиболее близко восприятию человеком реальности. Воспринятые с экрана образы часто всплывают в памяти зрителя, появляются в сновидениях. Известно, что увлеченные киноманы, иногда не могут отличить воспоминания о картинах из фильмов от реальных событий из жизни.
Человек идет туда (в кино, примеч.) за жизненным опытом, потому что кинематограф, как ни одно из искусств, расширяет, обогащает и концентрирует фактический опыт человека, и при этом не просто обогащает, но делает длиннее, значительно длиннее.Андрей Арсеньевич Тарковский
 Создание фильма - это "ваяние из времени", экранное время предъявления тех или иных событий и объектов - важный художественный прием кинематографа. Кино трансформирует время, управляет переживаниями зрителя - управляет чувством реальности, углубляет его и интенсифицирует. 

Кино обладает универсальным языком образов, который доступен для прочтения вне зависимости от национальности, пола, культурной принадлежности.

## Основные направления психологических исследований кино[8][10].
Существуют исследования изучающие отражения в кинематографе различных аспектов жизнедеятельности и его влияние на человека, не затрагивающие анализ психологических механизмов этого влияния. Среди примеров, исследования по психологии воздействия на зрителя сцен насилия и агрессии.
Изучается проблема влияния кино на молодежь.
Ряд психологических исследований посвящен выявлению социальных стереотипов, определяющих восприятие киноперсонажей, методами психосемантики.
Популярен анализ психолого-смыслового содержания фильма с позиции психоанализа и аналитической психологии.

Первые попытки более фундаментальной психологической трактовки кинематографа были реализованы в зарубежной психологии  в начале XX в. немецко-американским психологом Х. Мюнстербергом, в советской психологии – в 30-е годы О.И. Никифоровой. Описание и анализ психологической структуры кинофильма предпринимали французский киновед Ж. Митри, советский психолог Н. И. Жинкин, российский теоретик и практик кино А. Г. Соколов.

Большой вклад в развитие концепции психологической сущности киноискусства внесли работы С. М. Эйзенштейна и А. А. Тарковского.
Существует множество исследований, в которых для объяснения различных аспектов восприятия кино используются популярные психологические теории (культурно-исторической психологии, рефлекторной теории И.П. Павлова, когнитивной психологии, психоанализа и др.).

### Психофизиология
Одним из первых методов исследования кино стала рефлексология. Это метод опирался на работы В. Бехтерева. Он предлагал объективные методы изучения психологических явлений, их внешних проявлений: мимики, жестов, речи, движений, изменений дыхания, сердцебиения и т.д. Частным приложением этого метода стали исследования  в сфере искусства.  С. Эйзенштейн занимался теорией искусства в лаборатории рефлексологии.
Куда же дальше?.. Теперь ясно – в точную науку. В Институт Павлова. Или, во всяком случае, в лабораторию изучения точных рефлексологических методов в искусстве. Таковую надо создать.Сергей Михайлович Эйзенштейн
С. Эйзенштейн считал восприятие рефлексологическим фактором, подчеркивая в нем не созерцательное, а активное познавательное и пересоздающее начало.

З. Кракауэр утверждал, что на изображения кино физиологическая природа реагирует быстрее, чем интеллект зрителя. В реакции на движения на экране у зрителя возникают кинестетические реакции: мускульные рефлексы, моторные импульсы.
Несмотря на перспективность этого направления исследований, рефлексология не способна полностью объяснить сложный процесс восприятия искусства.

### Социология
Е. Константиновский считал, что "зрелищные явления" представляют собой взаимодействие между двумя факторами:  между комплексами индивидуальных и массовых сценических воплощений и коллективом зрителей. Это взаимодействие - биосоциальный процесс, и должен изучаться с биологической и социальной сторон.

В 20-е годы изучение кинопублики было тесно связано с психологией как наукой. Изучение зрителя опиралось на экспериментальные методы, возникло множество новых направлений.

### Отечественная психология
Д. Узнадзе в 30-е годы работал над исследованиями психологии "установки", объясняющей в том числе и механизмы восприятия кино. Л. Выготский дал глубокий анализ эстетической реакции, придавал большое значение внутреннему процессу восприятия, связанному с фантазией, утверждая, что эмоция выражается «не столько в мимических, пантомимических, секреторных, соматических реакциях нашего организма», сколько посредством фантазии.

Н.Агаджанова говорила об априорных, выработанных ранее, натренированных и укоренившихся рефлексиях, определяющих отношение к фильму, что Д. Узнадзе называет «установкой».

### Психодинамический подход
С психоанализом связывают изучение киносюжета, создания и анализ индивидуальной психологии персонажей фильма. Кино помогает аналитикам применять и осмыслять аналитическую теорию и практику, а психоанализ для создателей кино до сих пор является важной составляющей творческого процесса. 

С параллельным развитием психоанализа и киноиндустрии к изучению психологии обратились и сценаристы, они использовали новые знания для построения сюжета и поведенческих реакций героев. Часто в кинематографе используется тема подсознательного и основной психоаналитический конфликт "Ид" и "Супер-эго". Также, широко используется теория архитипов Юнга. Понятия: комплексы, архетипы и типы сознания прочно вошли в профессиональную деятельность сценаристов и режиссеров.

В наши дни психоаналитический подход широко критикуется, ставится под вопрос его научная обоснованность. Но так или иначе, его популярность подтолкнула создателей фильмов к анализу собственного бессознательного, патологий и комплексов. Режиссеры осознали важность порождаемых повествованием картины психологических (эмоциональных) состояний и переживаний человека. Создаваемые в 20 веке кинокартины были результатом индивидуальных и коллективных бессознательных процессов и становились материалом для анализа самих создателей проектов.

Признание исследователями взаимообусловленности образов и эмоций привело к используванияю в групповой психотерапии кинопросмотров. Позже в рамках онтопсихологии будет рационально и методично описан новый инструмент онтотерапевтического вмешательства - синемалогия. Синемалогия - инструмент онтопсихологии, предназначенный для анализа логики и поведения субъекта, использующий проецирование кинофильма. Анализ эмотивных динамик зрителя, активизированных впечатлением от кинофильма, контактом с кинообразами.

### Современные исследования в психологии кино
Психологическое воздействие кино сейчас является общепризнанным. Выделяют следующие аспекты этого воздействия: способность кино влиять на Я-образы зрителя (благодаря идентификации зрителя с персонажем), воздействие на психические состояния (благодаря эмпатии персонажу, попадающему в различные жизненные ситуации). В работах кинематографистов Гинзбурга, Митты и Харриса описывается факт внушения зрителю социальных стереотипов и установок. 

М. Яновский занимается анализом наличия в киновоздействии различных психологических механизмов, в том числе, связанных с особенностями монтажа кинокадров, «которые дают зрителю способ, “матрицу” психологического включения в изображаемую фильмом ситуацию».

В рамках когнитивной психологии исследуются вопросы интерпретации субъектом себя в отношении к кинокартине. Кино в этом подходе рассматривается как источник информации, а зритель как ее получатель. Когнитивисты анализируют ментальные операции, производимые субъектом в процессе восприятия и интерпретации.

## Три области применения психологических знаний в кино[35]

### Психология режиссера
Психология режиссера или создателя фильма, с одной стороны может переноситься на экран как отражение его душевных качеств или его комплекса, с другой стороны может являться целенаправленным привнесением в киносюжет психологического подтекста. 

В психоанализе существует традиция анализа продуктов деятельности человека, как непосредственного отражения его внутреннего состояния. Но также, в создании кинокартины опосредованно или непосредственно принимают участие различные факторы, например, социальные факторы, характеристики времени, идеалогические веяния и т.д. Кино в понимании онтопсихологии это нечто большее, чем отражение только бессознательного режиссера, "это всегда выражение духа времени" (А. Менегетти). По мнению Антонио Менегетти, хороший режиссер в фильме отражает комплекс большинства людей. Зритель идентифицирует себя с персонажем фильма и тем самым симает часть напряжения, вызванного действием комплекса.

### Психология в киносюжетах
Эта область представляет собой изучение отражения повседневной жизни на киноэкранах. Данная область психологии кино сотрудничает с социологией, антропологией и другими общественными науками. Кино - это социокультурное отражение времени, отражение определенного стиля жизни людей в определенный момент исторического существования. Кино находится под влиянием общества, но в то же самое время оказывает очень сильное влияние на общество. В рамках психологии киносюжетов, анализируются с позиций различных психологических подходов сюжеты и персонажи кинокартин  (в основном в психодинамических подходах), интерпретируются образы и символы, анализируются конфликты и психологические особенности современного общества, выделяются наиболее популярные архетипы и сюжеты в  массовом кинематографе, производятся различные классификации фильмов, анализируются изображения тех или иных явлений в киноискусстве, в том числе изображение психических расстройств.

Различные киносюжеты используются в психотерапии и как дидактический материал для подготовки специалистов в области психологии, психотерапии и психиатрии.

### Психология кинозрителя
Очень популярны исследования в психологии кино предпочтений зрителями определенных жанров. Изучается мотивация зрителей, при выборе фильма к просмотру. Согласно данным исследователя Б. А. Остина (Austin, 1989), основными мотивами к просмотру кинофильмов стали самообразование, возможность отвлечься от каждодневной рутины, расслабиться, посмотреть на актера или актрису, которые нравятся. 

Дэвид Бордвел, теоретик и историк кино, рассуждает о том, какие фильмы рождаются под влиянием исторической ситуации, как они отражают реальность и какой эффект оказывают на зрителя. Бордвел считает, что фильмы «артхаус» в большей степени вызывают у зрителей рефлексию собственных чувств и эмоций, которые возникли при просмотре картины. Человек пытается понять причину их возникновения, соотносит ситуацию фильма со своей жизнью.

Также, изучаются различные социально-демографические данные (например, где и когда люди смотрят кино) и применяются специалистами по маркетингу и рекламе в киноиндустрии.

Когнитивные психологи занимаются такими процессами, как восприятие, память, мышление, внимание при просмотре кинофильмов. Ученые проводили исследования, выявляющие реакции организма при просмотре определенных кинофильмов. Данные этих исследований показали, что эмоциональные и организмические реакции при относительно спокойном положении тела у смотрящего кинофильм человека очень сильны.